# Boronia pinnata
Boronia pinnata es una especie de arbusto perteneciente a la familia de los cítricos. Es originaria de Australia.

## Descripción
Es un arbusto que alcanza un tamaño de 0.5-1.5 m de altura, las hojas y flores muy aromáticas, las ramitas glabras, ligeramente inclinadas y tetrangulares. Las hojas son pinnadas con 5-11 folíolos, el folíolo terminal más corto en su mayoría, el raquis de 60-20 mm de largo, con alas, los foliolos estrecho elípticos o angosto-oblongos de 5-25 mm de largo, 1-3 mm de ancho, el ápice agudo, el margen entero, glabros y ± gruesos; el pecíolo de 6-14 mm de longitud. Las inflorescencias son axilares a subterminales, en cimas corimbosas, con 3-8 flores; pedicelos de 6-30 mm de largo y delgado. Cáliz glabro. Pétalos de 5-10 mm de largo, imbricados, brillantes de color rosa púrpura, ± glabros a excepción de los márgenes ciliados y con pubescencia fina hacia el ápice, no persistentes en el fruto.

## Distribución y hábitat
Crece en el bosque esclerófilo seco y cálido en piedra arenisca, principalmente en los distritos costeros al norte de Nowra, también se registra a partir de Nadgee en Nueva Gales del Sur.

## Taxonomía
Boronia pinnata fue descrita por James Edward Smith y publicado en Tracts Relating to Natural History: 290, t. 4, en el año 1798.
Sinonimia
- Boronia pinnata var. alba Guilf.
- Boronia pinnata var. gunnii (Hook.f.) Benth.
- Boronia pinnata var. pilosa F.Muell.[4]